# Луїза Вальтер
Луїза Вальтер (нім. Louisa Walter, 2 грудня 1978) — німецька хокеїстка на траві.
Олімпійська чемпіонка 2004 року.

## Олімпійські сімейні стосунки
- Дружина Андреаса Келлера
- Невістка Карстена Келлера
- Невістка Наташі Келлер
- Невістка Флоріана Келлера